# جيمي غارث
جيمي غارث (بالإنجليزية: Jimmy Garth)‏ (1 مايو 1922 في المملكة المتحدة - 1 يناير 1968) هو لاعب كرة قدم بريطاني (وحمل سابقاً جنسية المملكة المتحدة لبريطانيا العظمى وأيرلندا) في مركز الهجوم. لعب مع بريستون نورث إيند وريث روفرز ونادي كلايد وCaledonian F.C. ‏ ودرامتشابل أماتورز ‏ ونادي غرينوك مورتون.